# Norrtälje tingsrätt
Norrtälje tingsrätt är en tingsrätt i Sverige med kansli i Norrtälje. Domkretsen omfattar Norrtälje kommun. Tingsrätten med dess domkrets ingår i domkretsen för Svea hovrätt.

## Administrativ historik
Vid tingsrättsreformen 1971 bildades denna tingsrätt i Norrtälje av häradsrättena för Norra Roslags domsagas tingslag och Mellersta Roslags domsagas tingslag. Domkretsen bildades av tingslagen, dock bara delar av Norra Roslags domsagas tingslag. Sedan 1971 omfattar domkretsen (domsagan) Norrtälje kommun. Förutom tingsställe i Norrtälje fanns ett i Häverödal till och med 1983. År 2017 flyttade tingsrätten till den gamla Miloverkstaden på Campus Roslagen, tidigare Norrtälje garnison. Innan dess var den inrymd i tingshuset från 1912 i centrala Norrtälje, ritad av arkitekter Hagström & Ekman. 
Norrtälje tingsrätt har tidigare också varit inskrivningsmyndighet för fastigheter i Gotlands län, Stockholms län, Södermanlands län och Uppsala län, men de uppgifterna har överflyttats till Lantmäteriet.

## Lagmän
- 1971-1974: Elis Dahlin
- 1974-1987: Bo-Göran Stenström
- 1987-1992: Sixten Garström
- 1992-2010: Karl-Gunnar Ekeberg
- 2010-2014: Göran Nilsson
- 2014-2023: Anders Erlman
- 2023-2024: Ylva Myhrberg
- 2024-: Tord Pettersson